# Crise do Arquipélago Los Monjes
A Crise do Arquipélago Los Monjes foi uma crise diplomática entre a Colômbia e a Venezuela sobre a soberania do arquipélago. Terminou com o governo colombiano reconhecendo a soberania venezuelana sobre as ilhas.

## História
O arquipélago Los Monjes é composto por três grupos de rochedos ou ilhotas desabitadas e sem vegetação, localizadas no Mar do Caribe, a apenas 30 quilômetros da península de La Guajira. Em julho de 1938, foi aprovada a Lei Orgânica pela qual a Venezuela incluiu o território como parte das Dependências Federais da Venezuela. Por sua vez, somente em 1944 a Colômbia incluiu o arquipélago Los Monjes em seus mapas oficiais.
Em 29 de junho de 1951, por meio do decreto 214, o governo venezuelano incluiu o arquipélago de Los Monjes na Capitania do Porto de Las Piedras, em Paraguaná e ordenou a construção de um farol para auxiliar os navegadores naquela área.
A publicação de um artigo do diretor dos Territórios Nacionais da Colômbia, Hernando Holguín Peláez em 1951, ilustrou com um croquis a localização exata de Los Monjes e deixou implícita a afirmação de que este grupo de ilhotas pertencia à Colômbia. O Ministro das Relações Exteriores da Venezuela Rafael Gallegos Medina emitiu um comunicado em 18 de janeiro de 1952, no qual declarou que em relação ao status territorial de Los Monjes, era:
"[é] incontestável a soberania da Venezuela sobre esses territórios insulares sob sua jurisdição, que exerce de acordo com seus direitos legítimos."
Por sua vez, o Ministro das Relações Exteriores da Colômbia, Alfredo Vázquez Carrizosa, sustentou que:
"A Colômbia considera como sua propriedade o Arquipélago de Monjes, no Mar do Caribe, próximo à Península de Guajira, agora reivindicado pela Venezuela."
Em 25 de janeiro, o Ministério das Relações Exteriores da Colômbia declarou que:
"em caso de discrepância entre as duas nações quanto à soberania dos Monjes, essa questão estritamente técnica teria que ser examinada à luz dos  tratados colombianos-venezuelanos vigentes e dos princípios do direito internacional americano [...] As ilhotas Monjes são formações rochosas desabitadas, sem valor econômico aparente."
A junta governante venezuelana ordenou à marinha venezuelana que instalasse o farol previamente decretado no Monje Sur e realizou manobras e exercícios de artilharia para demonstrar a soberania venezuelana sobre o arquipélago. Em 27 de fevereiro, foi dado aviso público aos marinheiros sobre o farol ali instalado. Dada a situação de fato representada pela Venezuela, o governo de Roberto Urdaneta decidiu convocar uma reunião de notáveis composta por Luis López de Mesa, Evaristo Sourdis, Antonio Rocha, Carlos Arango Vélez e Alberto Zuleta Angel para concordar com uma estratégia para enfrentar a invasão de Los Monjes. Os consultados sugeriram redigir uma nota de protesto e invocar o Tratado López de Mesa-Gil Borges. Enquanto isso, Alfredo Vázquez Carrizosa manteve a tese de que a Colômbia não possuía títulos suficientes para levar o caso com sucesso a um tribunal ou a um organismo internacional. Enquanto isso, em 1 de setembro de 1952, a Marinha Colombiana realizava treinamento de artilharia a partir do navio de guerra Almirante Padilla, perto de Los Monjes.
O navio ancorou em Los Monjes del Norte e disparou tiros de artilharia contra barcos pesqueiros venezuelanos que operavam ali e nas próprias ilhas. A embaixada colombiana em Caracas pediu desculpas pelo incidente. Quando as manobras nas zonas se tornaram conhecidas em Caracas, a Operação Caimán foi ativada. O Ministro da Defesa, Marcos Pérez Jiménez, avaliou o poder de combate relativo das forças armadas dos dois países. De acordo com o oficial Félix Efraín Salas Izaguirre:
"A Colômbia possuía dois contratorpedeiros e cinco fragatas, um número maior de efetivos  terrestres, reservas treinadas e profissionais bem capacitados; enquanto a Venezuela tinha quatro corvetas em más condições, maior poder de fogo individual graças ao uso de fuzis automáticos leves e uma força aérea muito superior com Camverras, Venoms e Vampiros."
Marcos Pérez Jiménez decidiu convocar as tropas excedentes, reforçar a fronteira ocidental e ocupá-la militarmente. As manobras aeronavais da Venezuela visavam demonstrar sua clara superioridade sobre a Marinha e a Força Aérea Colombianas. A Marinha Venezuelana desdobrou ali diversas unidades que, em 8 de setembro, passaram a ocupar militarmente as ilhas. Finalmente, em novembro de 1952, o presidente colombiano no poder, Roberto Urdaneta, por meio de seu ministro das Relações Exteriores Juan Uribe Holguín, em resposta a uma reivindicação venezuelana, reconheceu a soberania venezuelana sobre o arquipélago de Los Monjes por meio de nota diplomática (GM-542):

Os venezuelanos hastearam oficialmente a bandeira nacional no território de Los Monjes reafirmando a soberania militar, entre eles Marcos Pérez Jiménez e Luis Llovera Páez.

O governo venezuelano, por meio de seu embaixador Luis Gerónimo Pietri, expressou sua gratidão pelo reconhecimento e, em 29 de novembro de 1952, a bandeira venezuelana foi hasteada nas ilhotas. Com isso, a junta governante venezuelana concluiu o assunto e deu início à ocupação efetiva do arquipélago pela Venezuela, instalando um observatório científico-militar.

## Eventos subsequentes
Em 1953, o navio Felipe Larrazábal, da Marinha Venezuelana, capturou o Xarifa, uma embarcação pertencente ao Principado de Liechtenstein, que realizava explorações subaquáticas não autorizadas nas ilhas, e o trouxe para La Guaira. Outro incidente ocorreu quando a corveta colombiana La Aventurera foi capturada pelo navio da guarda costeira Calamar, da Marinha da Venezuela. O Conselho de Estado da Colômbia declarou a nota diplomática nula e sem efeito em 1992, quatro décadas após sua emissão. O governo colombiano, no entanto, esclareceu que não reivindicaria as ilhas e estava disposto a reconhecer a soberania da Venezuela sobre elas por meio de um tratado.

## Nota
- Este artigo foi inicialmente traduzido, total ou parcialmente, do artigo da Wikipédia em castelhano cujo título é «Crisis del archipiélago Los Monjes».